# Ústí nad Labem (distrito)
Ústí nad Labem é um distrito da República Checa na região de Ústí nad Labem, com uma área de 404 km² com uma população de 117 780 habitantes (2002) e com uma densidade populacional de 290 hab/km².

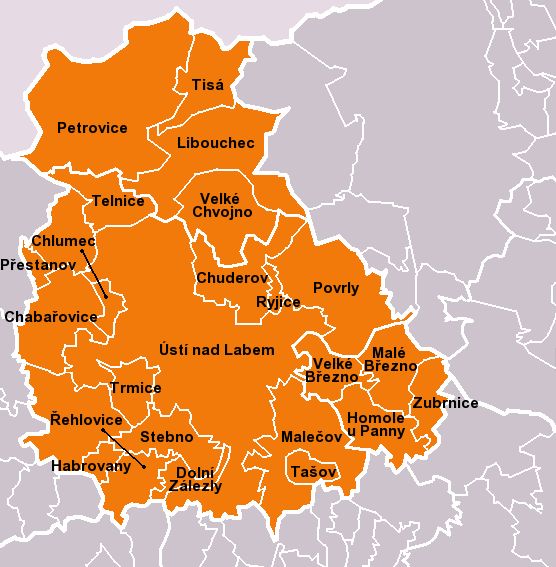